# تپه نقاره ژن
تپه نقاره ژن در شهرستان چرداول، بخش مرکزی، روستای زنجیره سفلی واقع شده و این اثر در تاریخ ۹ اردیبهشت ۱۳۸۲ با شمارهٔ ثبت ۸۴۸۱ به‌عنوان یکی از آثار ملی ایران به ثبت رسیده است.